# Lobopola transoma
Lobopola transoma là một loài bướm đêm trong họ Geometridae.